# Adrian Mihalcea
Adrian Dumitru Mihalcea (* 24. Mai 1976 in Slobozia, Kreis Ialomița) ist ein ehemaliger rumänischer Fußballspieler und derzeitiger -trainer. Er bestritt insgesamt 397 Spiele in der rumänischen Liga 1, der italienischen Serie B, der zyprischen First Division und der südkoreanischen K-League. Mit Dinamo Bukarest gewann er im Jahr 2000 die rumänische Meisterschaft. Seit Januar 2016 ist er Cheftrainer von Dunărea Călărași in der rumänischen Liga II.

## Vereinskarriere
Mihalcea spielte lange Zeit für die Mannschaft von Dinamo Bukarest, mit der er die nationale Meisterschaft im Jahre 2000, sowie den rumänischen Pokal 2000 und 2001 hintereinander gewinnen konnte.
2001 wurde sein erfolgreichstes Jahr als Fußballer, indem er 11 Tore in 14 Ligaspielen erzielte und damit Interesse im Ausland erwecken konnte. Am Ende des Jahres wurde Mihalcea sogar auf Platz 5 der Liste des Fußballer des Jahres in Rumänien gewählt. In der folgenden Saison wechselte er daraufhin zu CFC Genua in die Serie B, wo er auf Anhieb der beste Torschütze des Vereins wurde. 2003 wurde er zum Ligakonkurrenten Hellas Verona transferiert, wo ihm mit 5 Treffern in 20 Spielen ebenfalls eine gute Saison gelang.
Die Rückkehr in seine Heimat zu Dinamo verlief aber enttäuschend für ihn, da er im Laufe der Spielzeit seinen Stammplatz im Sturm verlor. Trotzdem erreichte er als einer der Teamkapitäne den Gewinn des Pokals 2005 zum dritten Mal.
Im Jahr darauf wechselte Mihalcea nach Südkorea zu den Chunnam Dragons, wo er aber nur zu 5 Saisoneinsätzen kam. Da er Probleme mit dem asiatischen Lebensstil hatte, löste er den Vertrag vorzeitig auf und kehrte nach Rumänien zurück. Dort bereitete er sich zwei Monate lang alleine auf die kommende Saison vor und unterzeichnete anschließend einen Drei-Monats-Vertrag beim FC Vaslui. Zu diesem Zeitpunkt befand er sich nicht mehr im Blickfeld der Nationalmannschaft.
Im Sommer 2006 versuchte Mihalcea noch einmal im Ausland beim zyprischen Zweitligisten Aris Limassol sein Glück, um der Karriere eine Wende nach oben zu geben. Dort war er auch sehr erfolgreich und erzielte 27 Tore in 48 Spielen für seinen neuen Club, womit er auch in der ersten Liga des Landes auf sich aufmerksam machte. In der folgenden Saison wurde er an Erstligist AEL Limassol ausgeliehen, wo er letztendlich 5 Treffer in 23 Spielen markieren konnte und einer der Teamkapitäne des Vereins wurde. Im Jahr 2009 kehrte Mihalcea wieder in die zweite Liga zu Aris zurück, da er dort große Anerkennung als einer der besten Torschützen in der Geschichte des Clubs findet.
Seit Sommer 2010 spielt Mihalcea wieder in seiner rumänischen Heimat bei Astra Ploiești. Nach nur einem halben Jahr wechselte er zum Ligakonkurrenten Unirea Urziceni. Am Ende der Saison 2010/11 musste er mit seinem Klub in die Liga II absteigen. Anschließend wechselte er zu Aufsteiger CS Concordia Chiajna. Diesen verließ er nach einem Jahr wieder und schloss sich dem Zweitligisten Unirea Slobozia an. Dort beendete er im Sommer 2013 seine aktive Laufbahn.

## Nationalmannschaft
Mihalceas internationale Karriere blieb deutlich hinter den Erwartungen zurück, als ihm nach seinen Toren in der  rumänischen U-21-Nationalmannschaft noch eine erfolgreiche Laufbahn prophezeit wurde. Er debütierte am 2. September 1998 gegen Liechtenstein in der Nationalmannschaft seines Landes. In insgesamt 16 Einsätzen konnte er keinen einzigen Treffer erzielen und scheiterte an der Nominierung für die Fußball-Europameisterschaft 2000. 2003 wurde er endgültig aussortiert und seitdem auch nicht wieder für ein Länderspiel einberufen.

## Trainerkarriere
Im Anschluss an seine aktive Laufbahn war Mihalcea ab Sommer 2013 Trainer bei seinem bisherigen Verein Unirea Slobozia in der Liga II. Im März 2015 verließ er den Klub, nachdem dieser von der Abstiegsrunde 2015 ausgeschlossen worden war. Er übernahm den Ligakonkurrenten ACS Berceni. Am Saisonende wurde sein Vertrag nicht verlängert. Im Januar 2016 wurde er Nachfolger von Ionel Ganea bei Dunărea Călărași.

## Erfolge
- Rumänischer Meister: 2000
- Rumänischer Pokalsieger: 2000, 2001 und 2005